# Svatý Lukáš
Jako Lukáš (starořecky Λουκᾶς) je tradičně označován evangelista, který je autorem Evangelia podle Lukáše (třetí kniha Nového zákona; jedno ze tří synoptických evangelií) a Skutků apoštolských (pátá kniha Nového zákona). Je nositelem epigraficky dobře doloženého jména, které je domácí variantou jména Lucius. Již ve starocírkevní tradici byl spojován s lékařem Lukášem, zmiňovaným v Kol 4,14 (jako Pavlův společník se objevuje také v Fm 24 a 2Tm 4,11).

## Život

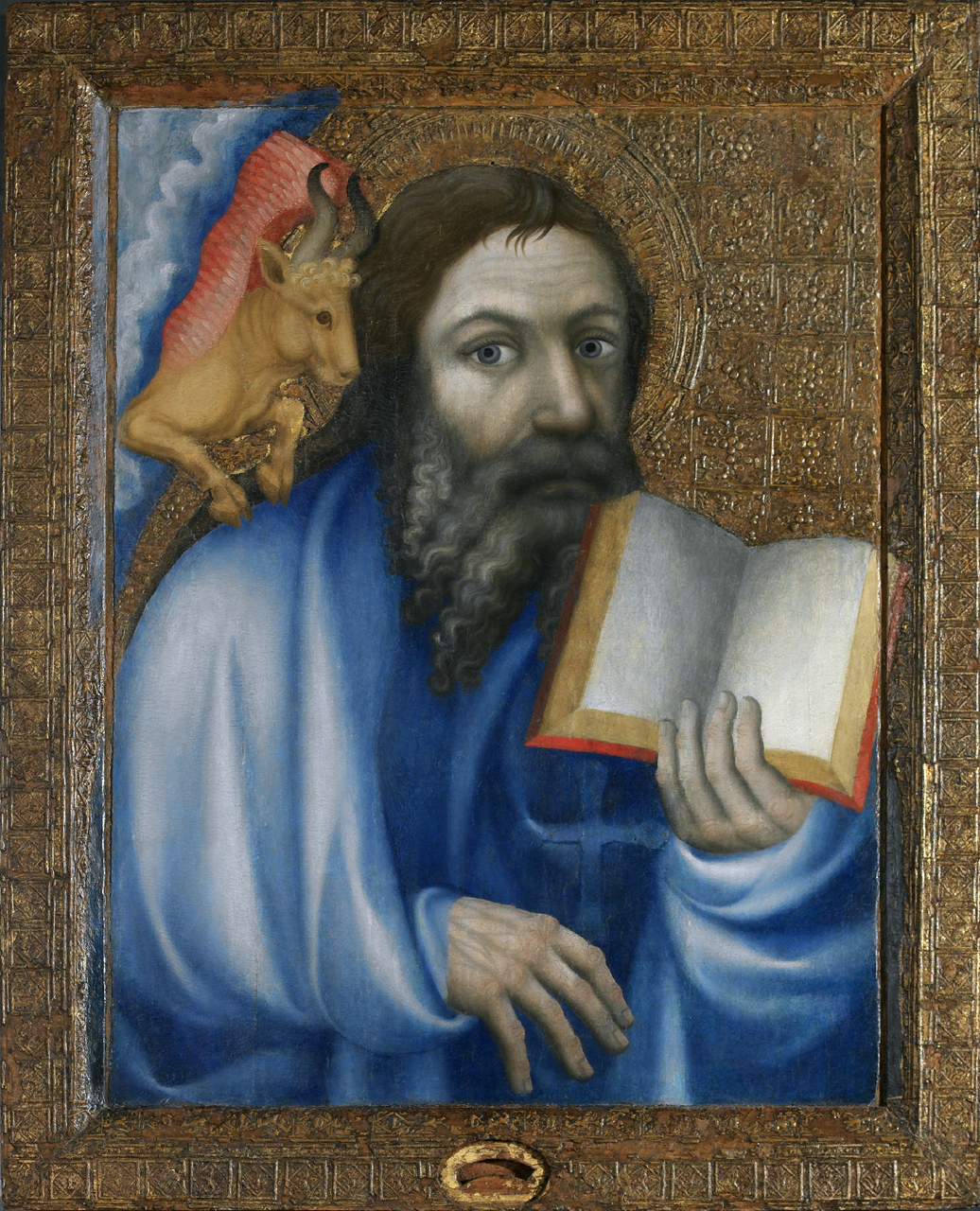
Sv. Lukáš podle vyobrazení Mistra Theodorika.

Lukášovo evangelium a Skutky apoštolské poskytují o životě svého autora pouze nepřímé informace, které je možné kombinovat se zprávami starých církevních autorů. Podle církevních otců Irenea, Eusebia a Jeronýma a rovněž kánonu Muratoriho byl Lukáš spolupracovníkem apoštola Pavla (Fm 24), který je v Kol 4,14 označen jako „milovaný lékař“ a účastnil se některých Pavlových misijních cest (Pavel se o něm krátce zmiňuje v 2Tm 4,11: „Jediný Lukáš je se mnou“). Z toho vyplývá, že tato tradice ztotožňující pisatele L a Sk s Pavlovým průvodcem byla rozšířena již v první polovině 2. století. Titíž autoři také zmiňují, že Lukáš pocházel ze syrské Antiochie, s čímž souhlasí i někteří současní badatelé. Ačkoliv část biblistů je k uvedenému ztotožnění skeptická, argumentují tím, že Lukášovy spisy jsou málo ovlivněny specifickou pavlovskou teologií a události popisované ve Skutcích nijak nekorelují s Pavlovými listy, jiní této skutečnosti nepřikládají tak zásadní význam. Některá místa totiž naopak dokazují, že Lukáš Pavlovu teologii znal, její terminologie se objevuje u důležitých teologických výpovědí a spíše tedy jde o to, že Lukáš své líčení uzpůsobil cílové skupině čtenářů z helénistického prostředí. Pokud byl autor L a Sk skutečně průvodcem apoštola Pavla, pak se k němu Lukáš po své konverzi někdy okolo roku 50 n. l. připojil a zhruba 15–17 let jej doprovázel. Jeho narození by pak spadalo do období okolo počátku nového letopočtu.
Za jisté lze pokládat to, že Lukáš nepatřil ani k širšímu okruhu Ježíšových učedníků, který sám ve svém evangeliu zmiňuje (L 10,1.17), protože z prologu jeho evangelia jednoznačně vyplývá, že sám nebyl očitým svědkem událostí, které popisuje (L 1,1–4). To však zároveň posiluje autentičnost Lukáše jako pisatele (názvy evangelií nebyly součástí původního textu, ale byly doplněny později k rozlišení jednotlivých textů tohoto žánru). Jiný autor by se v zájmu důvěryhodnosti patrně odvolal na přímého svědka, jak bylo běžné v tehdejší literatuře (i u některých novozákonních spisů). V každém ohledu šlo o osobu solidně vzdělanou, jak dokládá úroveň jeho lexikálně i stylisticky bohaté řečtiny, porovnáme-li L s texty jiných evangelií, znající dobře židovské zvyklosti (které Lukáš vysoce oceňuje) a život židovské diaspory, a pocházející z helénistického prostředí, snad z okruhu „bohabojných“ stoupenců synagogy, jakým byl např. setník Kornelius (Sk 10,1–2). Mohl tedy pocházet jak z řecké, tak z židovské helenizované rodiny.
Klement Alexandrijský pokládal Lukáše také za překladatele epištoly Židům, kterou měl Pavel napsat původně v hebrejštině a anonymně, aby nepopudil adresáty. Eusebius z Caesareje, který toto mínění ve své Historii církevní cituje, pokládá za pravděpodobnější, že uvedenou knihu přeložil sám Klement, protože „způsob a styl v Klementově listu je stejný jako v listu Židům“.  Podle moderního bádání však v listu nejsou žádné indicie, které by poukazovaly na jeho překlad a již Órigenés prohlásil, že ví pouze Bůh, kdo je jeho skutečným autorem.
K Lukášovu životu po smrti apoštola Pavla, místům jeho působení, smrti a hrobu se vztahuje řada mladších tradic, které však mají vzhledem k většímu časovému odstupu spornou hodnotu a lze je jen těžko harmonizovat. Podle nich Lukáš působil po smrti apoštola Pavla jako zvěstovatel víry v řecké Bojótii, Dalmácii, Galii, Itálii a Makedonii (Epifanios ze Salaminy), či dokonce v Horním Egyptě (Simeon Metaphrastes, Vita Lucae). Podle řecké tradice byl biskupem v Thébách v Bojótii, kde dokládá jeho působnost i sv. Jeroným. Podle Jeronýma a Řehoře z Nazianzu zemřel Lukáš v Acháji (podle latinského Prologu z 2. století ve věku 84 let) a byl pohřben v Thébách. Lukášově působení v Řecku by mohly odpovídat dobré znalosti řeckých reálií, popisovaných v knize Skutků, pokud nejde jen o důsledek Lukášovy velké zcestovalosti a jeho obecného rozhledu, který byl evidentně větší, než u jiných evangelistů.

## Úcta a církevní tradice

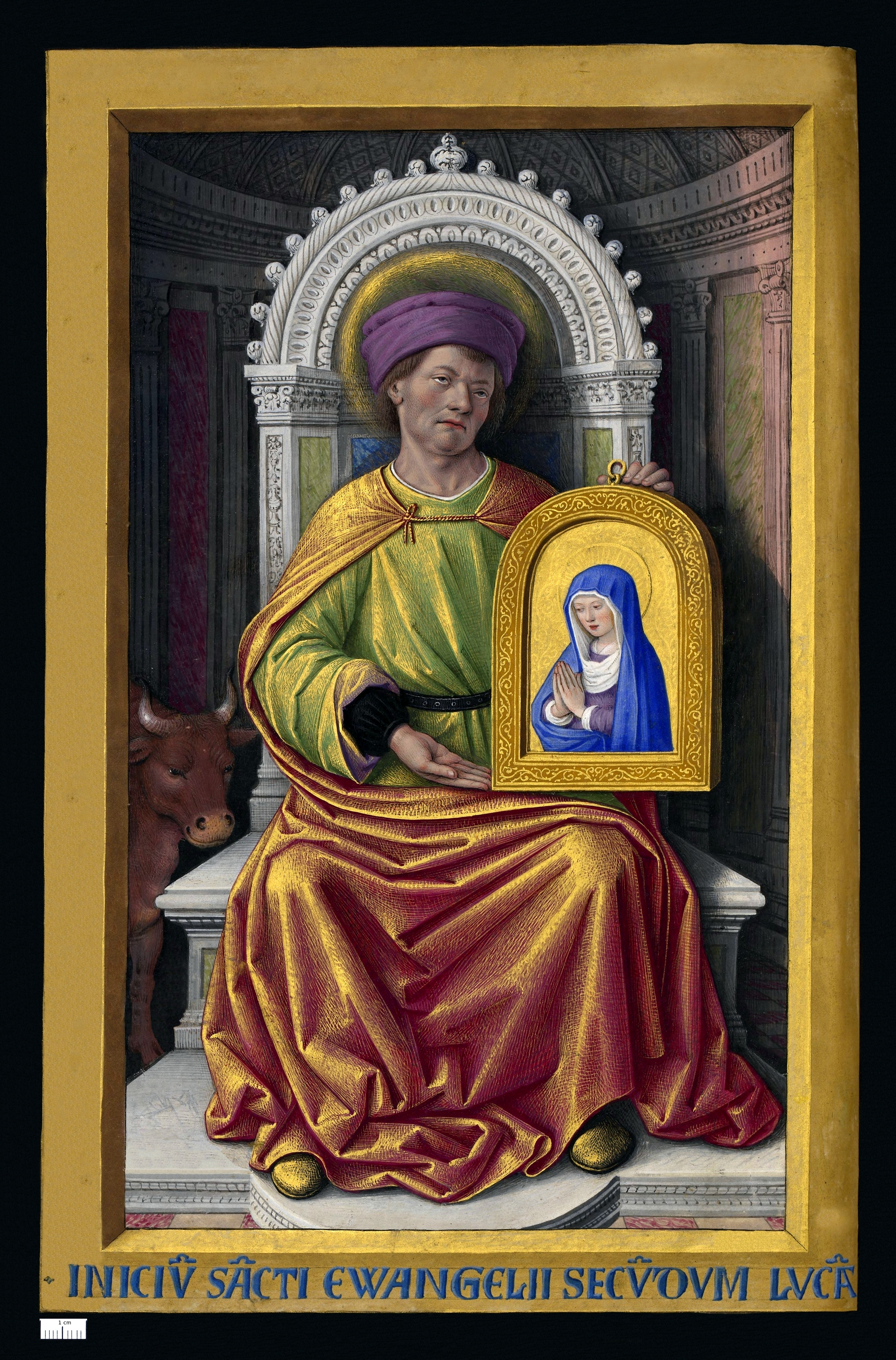
Vyobrazení sv. Lukáše, tvůrce ikony Panny Marie

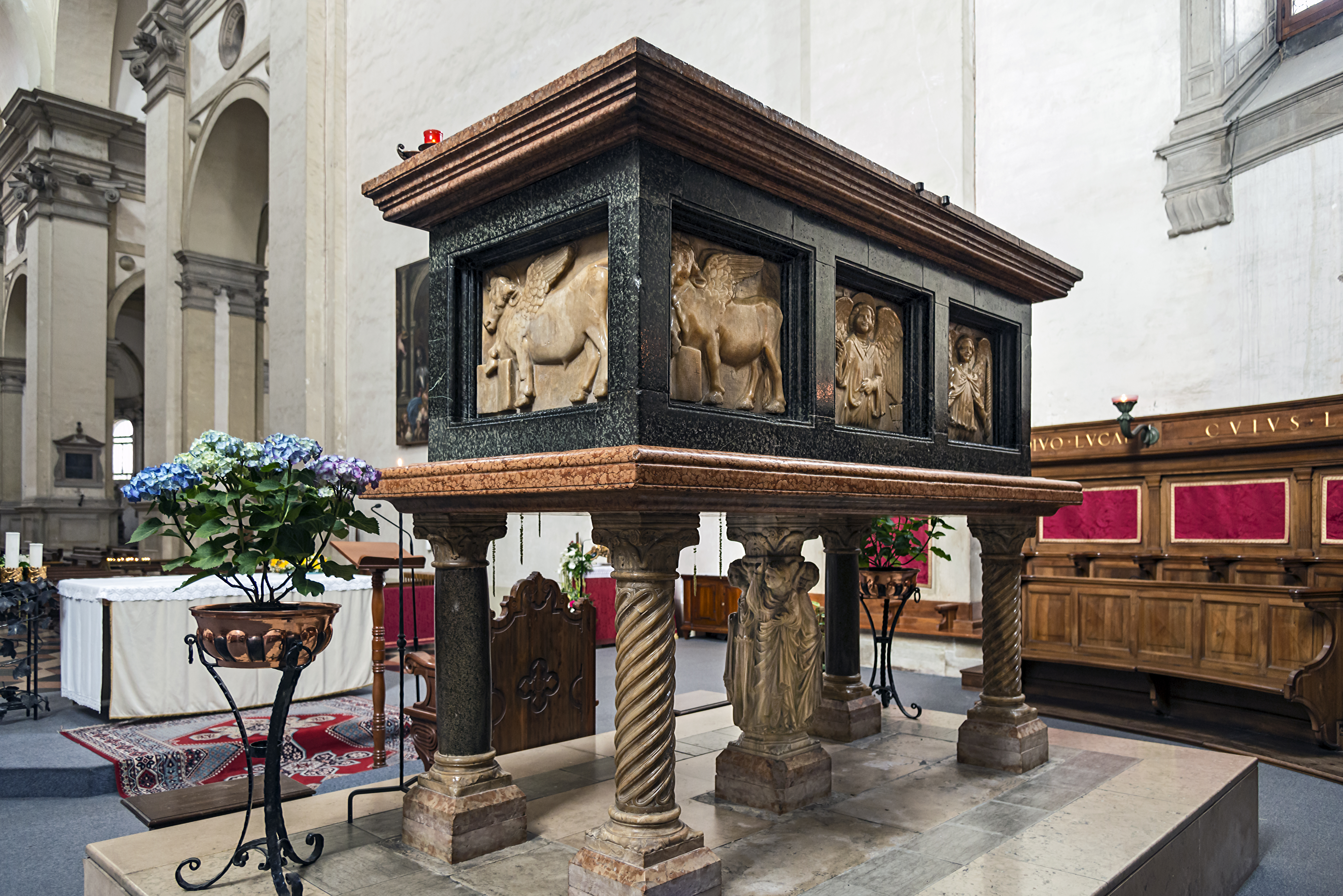
Sarkofág ukrývající rakev s ostatky sv. Lukáše v chrámu sv. Justiny v Padově

Svátek svatého Lukáše je v pravoslavné, římskokatolické, arménské a anglikánské církvi slaven 18. října. Kromě toho pravoslavná církev spojuje s Lukášem ještě další svátky slavené 4. ledna a 22. dubna, arménská 9. dubna a koptská církev 19. října.
Mezi jeho atributy patří především okřídlený býk (v první kapitole svého evangelia zmiňuje Lukáš otce Jana Křtitele, kněze Zachariáše, který přinášel v chrámu oběti, proto se býk – obětní zvíře – stal Lukášovým symbolem), ale také pero a kniha nebo svitek. Nejčastěji bývá zobrazován, jak píše evangelium. Na základě křesťanských legend, které se šířily v Evropě ve 12. století, je Lukáš považován také za malíře a je mu přisuzováno autorství portrétu Panny Marie, který prý namaloval při jejich setkání v Jeruzalémě. Bývá proto poměrně často zobrazován i jako malíř obrazu Panny Marie.
Lukáš je křesťanským patronem lékařů (je např. patronem lékařské fakulty univerzity ve Freiburgu) a umělců, především malířů (malířské cechy se někdy označovaly jako „bratrstva sv. Lukáše“, jedno z nich bylo v roce 1346 založeno také v Praze), ale i sochařů (namísto obrazu drží v ruce sošku Madony), dále také historiků, notářů, knihařů, méně často řezníků a jiných profesí, jako ochránce před neštěstím a dobytka před morem. Je patronem měst Bologna a Padova.

### Patrocinia
V českých zemích bylo postaveno jen velmi málo kostelů se zasvěcením sv. Lukáši, některé z nich pocházejí z moderní doby.

### Ostatky
Přestože ohledně místa úmrtí Lukáše jsou k dispozici jen pozdní informace a není ani nejisté, zda zemřel jako mučedník (Niceforus Calistus tvrdí, že se tak stalo v Bojótii a že byl oběšen na olivě), velký význam nabylo v průběhu středověku uctívání jeho ostatků. Ty mají být z větší části uchovávány v olověné rakvi v mramorovém sarkofágu v kostele svaté Justiny benediktinského opatství v Padově. Podle některých zpráv byly 3. března 357 n. l. přeneseny z Théb do baziliky sv. Ondřeje a Lukáše v Konstantinopoli, přestavěné v roce 527 císařem Justiniánem I. na kostel sv. Apoštolů.  Snad ve 12. století, nebo již dříve, byly za blíže neznámých okolností přeneseny do Padovy.
Významnou část těchto ostatků – celou dobře zachovalou lebku – vyzvedl v Padově v listopadu 1354 po schválení akvilejským patriarchou Mikulášem císař Karel IV. Karlovu úsilí, které bylo motivováno snahou o získávání významných ostatků pro přední české kostely, přitom nepochybně nahrála skutečnost, že patriarcha Mikuláš byl jeho nevlastním bratrem, nemanželským synem jeho otce Jana Lucemburského. Po převezení lebky do Čech v roce 1355 ji Karel daroval do Svatovítského pokladu katedrály sv. Víta na Pražském hradě. Původně byla lebka uložena ve stříbrném pozlaceném relikviáři se dvěma safíry, ale již v roce 1421, kdy byla spolu s dalšími cennostmi katedrálního pokladu převážena do benediktinského kláštera v Ojbíně, aby nepadla do rukou husitů, jí chyběla spodní čelist.
V roce 1996 projevil arcibiskup řecké ortodoxní církve v Thébách přání, aby byla část padovských ostatků přemístěna zpět do původního thébského hrobu, k čemuž později, byť spíše jen v symbolickém rozsahu, skutečně došlo. Padovský arcibiskup při této příležitosti nechal provést odborný průzkum ostatků, který zahrnoval i analýzu lebky uchovávané v Praze. Z poznatků získaných tímto průzkumem vyplynulo, že šlo o osobu mužského pohlaví, která byla středně robustní postavy, vysoká 163 až 165 cm, měla krevní skupinu 0, zemřela v poměrně vysokém věku a těšila se dobrému zdraví. Průzkum rovněž potvrdil, že lebka ze svatovítského pokladu a ostatky z Padovy náležejí jedné a téže osobě. V dalším návazném průzkumu bylo radiokarbonovou metodou zjištěno, že dotyčný zemřel mezi lety 72–416 n. l. Podle analýzy DNA pocházel s třikrát větší pravděpodobností z oblasti Sýrie než z Řecka, avšak pravděpodobnost jeho syrského původu byl jen nepatrně vyšší než u původu byzantského.  Výsledky tohoto průzkumu a s nimi spojená témata se staly předmětem šestidenní mezinárodní konference uspořádané v roce 2000 v Padově a byly shrnuty v třídílné odborné publikaci.
V souvislosti s padovskými ostatky sv. Lukáše lze uvést, že také ruská pravoslavná církev uchovává ostatky, které připisuje sv. Lukášovi, a to v ruském klášteře svatého Panteleimona na hoře Athos. V roce 2007 byla vystavena část lebky z těchto ostatků v Moskvě a poté ještě v řadě dalších běloruských a ukrajinských měst, kde jim věřící prokazovali úctu. V řadě kostelů, a to i českých, jsou uchovávány také neautentické ostatky sv. Lukáše, jak dokládá část výsledků výzkumu, který proběhl v souvislosti s ohledáváním ostatků padovských a lebky svatovítského pokladu. Jako určitou kuriozitu lze též zmínit výsledky výzkumu, který v 19. století provedl francouzský historik, archivář a knihovník Ludovic Lalanne, při němž na rozličných místech detekoval celkem 8 těl a 9 hlav připisovaných sv. Lukášovi.

### Tzv. Lukášův hrob v Efezu

Celkový plán odkrytých staveb starověkého Efezu, tzv. Lukášův hrob je označen č. 14

Jako hrob sv. Lukáše jsou označovány pozůstatky kruhovité stavby, kterou v jednom z největších měst iónského Řecka, v Efezu, objevil při archeologické kampani ve druhé polovině 19. století anglický architekt, stavební inženýr a archeolog John Turtle Wood (1821–1890). Leží mimo hradby Efezu, na jih od agory a dolní vstupní brány do města, při silnici od Seldžuku na Slavičí horu (turecky Bülbüldağı). Ztotožnění s hrobem sv. Lukáše proběhlo na základě toho, že Wood na jednom z pilířů u pozůstatků stavby objevil reliéf s motivem vola (v němž viděl Lukášův symbol) a nad ním kříž. Domníval se proto, že objevil hrob evangelisty, nad nímž byla okolo roku 300 n. l. postavena nová kruhovitá hrobka se šestnácti sloupy, nesoucími kupolovitou střechu. Stavba a její okolí byly na přelomu 20. a 21. století podrobeny zevrubnému archeologickému výzkumu, jehož výsledky umožnily učinit si bližší představu o jejím původu a charakteru. Současně však až do počátku 21. století přetrvávala v obecném povědomí informace o Lukášově hrobu v Efezu.
Archeologický průzkum, který na místě mezi lety 1997–2004 vedl klasický archeolog Andreas Pülz (* 1960) z Institutu pro kulturní dějiny antiky Rakouské akademie věd, vedl ke korekci představ o účelu někdejší stavby. Ta se skládala ze základové plochy, která měla kruhovitý tvar o průměru 15,5 metru, a z horního patra, kterou tvořilo šestnáct mramorových sloupů. Zatímco patro stavby již nelze rekonstruovat, protože jeho hmota byla časem použita jako stavební materiál, uvnitř prstence základové části byla odkryta vyzděná struktura ve formě tříčtvrtečního kruhu se systémem oddělených komor. Objekt byl určen jako kašna v podobě monopteru (zastřešená kruhová stavba na sloupech bez vnitřního prostoru) a na základě keramických a numismatických nálezů datován do druhé poloviny 2. století n. l. Stál uprostřed dobytčího trhu, čemuž odpovídaly jak četné nálezy kostí v okolí, tak uvedené vyobrazení hovězího dobytka na reliéfu. V raně byzantské době (snad v 5. století) se charakter stavby změnil. K objektu byla přistavěna krypta se dvěma naproti sobě položenými vstupy, které umožňovaly průchod poutníků. K jižnímu vchodu byly zabudovány druhotně použité sloupy ve funkci pilastrů a vnitřní prostor byl barevně vymalován. Ve druhé vrstvě malby byly objeveny figurální motivy s výjevy novozákonních zázraků. Adaptace objektu, který nyní sloužil sakrálním účelům, probíhala v několika fázích, jež nelze z důvodu porušenosti celého objektu blíže rekonstruovat. V okolí této raně byzantské svatyně bylo nalezeno množství hrobů.

## Pranostiky
Ke svátku sv. Lukáše, který se v českých zemích slaví 18. října, se vztahují následující pranostiky:
- „Na svatého Lukáše, hojnost chleba i kaše.“ (Pranostika odráží tu část zemědělského roku, kdy byl – v případě úspěšné letní žně – v hospodářských staveních i na trzích dostatek obilovin a hrachu a tedy relativní dostatek základních potravin.)
- „Do svatého Lukáše, kdo chceš, ruce volné měj, po svatém Lukáši za ňadra je dej!“